# Bizmutowodór
Bizmutowodór (wodorek bizmutu), BiH
3 – nieorganiczny związek chemiczny, powstaje w śladowych ilościach w wyniku działania kwasu solnego na stop bizmutu z magnezem. W temperaturze pokojowej rozkłada się na pierwiastki.